# Samantha Tajik

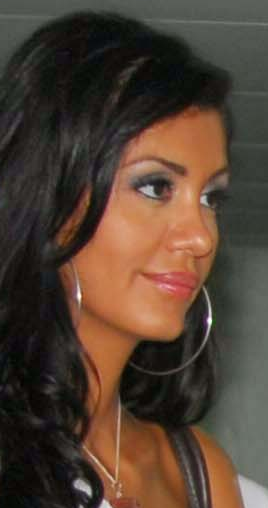
Samantha Tajik

Samantha Tajik (persiska: سامانتا تاجیک), född 1984 i Iran, är en iransk-kanadensisk fotomodell som kröntes till Miss Kanada 2008 och representerade Kanada i Miss Universum- tävlingen i Vietnam samma år. Hon flyttade till Kanada när hon två år och har växt upp i Toronto.